# 단소강
단소강(Monogononta)은 대부분 민물에 서식하며, 고착, 자유유형, 기생성으로 생활한다. 섬모관과 저작기는 여러 가지 모양이고, 발에는 2개의 발톱이 있으며, 피갑은 있거나 없다. 수컷은 수명이 짧고, 크기와 복잡성이 감소하였다. 3가지 종류의 알을 가지며, 많은 종에서 반수체란과 배수체란이 만들어진다. 하나의 생식난황소를 갖는다. 암수 EKsaha이고, 수컷은 왜옹이며, 양성생식을 한다. 예 : 물수레벌레

## 참고 문헌
- 《동물분류학》 - 한국동물분류학회(2008), 집현사